# 侯至善
侯至善，明朝初期政治人物。
洪武二年，擔任中书省参政。洪武五年罷免。